# Aeroguayacán
Aeroguayacán era una aerolínea chilena de carácter regional, que realizaba vuelos regulares entre las regiones de Coquimbo y Metropolitana, así como también vuelos chárter. Fue creada por el empresario serenense Lowry Bullemore, quien también creó la empresa de buses interurbanos Los Corsarios.
La línea inició sus operaciones el 3 de abril de 1981, mediante un acto inaugural en el Aeropuerto La Florida; en sus primeros meses realizaba dos vuelos diarios entre La Serena y Santiago de lunes a viernes, y un vuelo diario los sábados y domingos. Junto a la flota de aeronaves Beechcraft con capacidad para 7 y 9 pasajeros se contaba con dos vehículos station wagon Ford que acercaban a los pasajeros al centro de La Serena y Santiago.

## Accidentes
Aeroguayacán sufrió un accidente el 20 de marzo de 1987, en las cercanías de San Felipe, cuando la aeronave Beechcraft Queen Air 80, con licencia CC-CDW, se estrelló contra un cerro. Fallecieron 8 ocupantes del bimotor, siendo el único sobreviviente el ingeniero Sergio Melnick, quien posteriormente sería nombrado Ministro de Planificación.

## Destinos
- Chile
  - La Serena - Aeropuerto La Florida
  - Santiago de Chile - Aeropuerto Los Cerrillos[8]

## Flota
- Beechcraft King Air C90[7]